# Crouch (Fluss)
Der River Crouch ist ein etwa 40 km langer Küstenfluss in der Grafschaft Essex im Südosten Englands.

## Verlauf
Der Crouch River entspringt in den Hügeln bei Basildon und fließt stetig in östliche Richtungen, wobei sein Ästuar bis etwa auf Höhe von Battlesbridge von den Gezeiten der Nordsee beeinflusst wird. Er bildet die südliche Grenze der flachen Dengie-Halbinsel und mündet zwischen Holliwell Point und Foulness Point in die Nordsee.

## Wirtschaft
Früher gab es an seinen Ufern zahlreiche Fischer, doch mittlerweile spielt der Bootstourismus die weitaus größere Rolle. Heute rechnet man mit dem florierenden Weinanbau aufgrund der klimatischen Verhältnisse.